# Plan A – Was würdest du tun?
Plan A – Was würdest du tun? (Originaltitel: Plan A) ist ein israelisch-deutsches Thriller-Drama aus dem Jahr 2021. Der Film zeigt die Aktivitäten der Nakam, die in der Nachkriegszeit als Rache für den Holocaust Millionen Deutsche töten wollte und dabei auf die Jüdische Brigade traf. Die Premiere in Israel fand im September 2021 auf dem Haifa Film Festival statt. Am 9. Dezember 2021 war der Kinostart in Deutschland und seit dem 10. Juni 2022 ist der Film als Sky Original beim Pay-TV-Sender zu sehen. Am 29. November 2022 erfolgte die Veröffentlichung auf DVD.

## Handlung
Der Jude Max hat den Holocaust überlebt und kehrt nach dem Krieg zu seinem Haus zurück, um seine Frau Ruth und seinen Sohn Benjamin zu suchen. Er wird von dem nun dort lebenden Nazi, der ihn und seine Familie verraten hat, niedergeschlagen und bedroht. In den Ruinen der örtlichen Synagoge, in der er damals seine Frau Ruth heiratete, begegnet er dem alten Avram. Schließlich treffen sie auf die Jüdische Brigade. Die Einheit der britischen Armee wird vom Offizier Mikhail angeführt. Dieser rät Max, in Israel ein neues Leben zu beginnen.
Max gibt dieses Vorhaben auf, als ihm eine Frau von einem grausamen Massenmord der Nazis berichtet, unter dessen Opfern auch Ruth und Benjamin waren. Zunächst aus Rache fühlt er sich nun zur Zusammenarbeit mit der Jüdischen Brigade verpflichtet. Deren Mitglieder verfolgen und töten ohne Wissen der britischen Armee Mitglieder der Schutzstaffel, achten jedoch sorgfältig darauf, dass deren jeweilige Mitwirkung am Holocaust immer zuvor aus zwei unabhängigen Quellen bestätigt wird, um keine Unschuldigen zu töten. Eines ihrer Opfer finden sie bereits erhängt vor, ein Schild an seinem Hals trägt die Aufschrift „Nakam“.
Im angrenzenden Wald begegnen sie dann Mitgliedern der so bezeichneten Gruppe. Mikhail ahnt Unheil, da die Nakam nach seiner Aussage nicht zwischen Schuld und Unschuld unterscheiden, sondern sich an allen Deutschen kollektiv rächen, da sie sie für gleichermaßen schuldig halten.
Max reist nach Nürnberg, um dort geheim für die Brigade tätig zu sein. Dort begegnet er der Nakam-Kämpferin Anna; nachdem er ihr Vertrauen gewonnen hat, erfährt er, dass die Nakam planen, als Rache für den Holocaust das Trinkwasser in den deutschen Großstädten Hamburg, Frankfurt am Main, München, Nürnberg und Berlin zu vergiften, so dass für jeden ermordeten Juden nun mindestens ein Deutscher sterben muss.
Mikhail drängt Max dazu, diesen als Plan A bezeichneten Racheplan mit allen Mitteln zu verhindern – nicht nur aus ethischen, sondern auch aus politischen Gründen: Eine so ungeheuerliche Tat würde die Weltöffentlichkeit schockieren, das jüdische Volk als ebenso grausam wie die Nazis erscheinen lassen und damit die bevorstehende Gründung des Staates Israel in Frage stellen.
Max gibt sich, scheinbar für die Nakam, beim Wiederaufbau der Nürnberger Wasserversorgung als Wasserbauingenieur aus, wird angestellt und bekommt so einen Zugang zu den Filteranlagen fürs Trinkwasser. Abba Kovner reist nach Palästina, um das Gift zu besorgen. Er ist entschlossen, nie wieder „wie die Lämmer zur Schlachtbank“ zu gehen, doch er kommt nicht zurück, weil sein Schiff von den Briten gestoppt wird.
Max stellt sich schließlich vor, wie er das Gift selbst ins Trinkwasser gibt und sich dann darin ertränkt. Dann wäre er für den Tod vieler Menschen verantwortlich, hätte seine Familie gerächt und sich selbst dafür bestraft. Tatsächlich täuscht er die Nakam mit einem falschen Brief und verhindert so die Ausführung von Plan A.

## Produktion
Vom 25. Oktober 2019 bis zum 15. November 2019 fanden Dreharbeiten in Marktredwitz, in Sulzbach-Rosenberg, im Fichtelgebirge und im Steinwald statt. Auch in der Ukraine und in Israel wurde gedreht. Für die gesamten Produktionskosten waren etwa 4,4 Millionen Euro eingeplant. Plan A wurde mit 750.000 Euro durch den FilmFernsehFonds Bayern gefördert. Die Verleihförderung durch denselben Fonds und die Filmförderungsanstalt betrug 95.000 Euro.
Dina Porat, die Chefhistorikerin der Gedenkstätte Yad Vashem, begleitete die Filmproduktion als Beraterin. Ihr Buch Vengeance and Retribution are Mine (übersetzt ins Deutsche unter dem Titel Die Rache ist Mein allein) über die Nakam diente als Vorlage für den Film. Global Screen und Verve verkauften die Rechte an Menemsha Films für den Verleih in den USA und in Kanada und an Signature Entertainment für die Ausstrahlungsrechte in Großbritannien, Irland, Australien und Neuseeland.

## Rezensionen
Matthias Halbig lobt beim RND Redaktionsnetzwerk Deutschland die Spannung trotz des bekannten Ausgangs und kritisiert die oberflächliche Darstellung der meisten Charaktere: „Dass man als Zuschauerin oder Zuschauer von Beginn an um das Scheitern des Vorhabens weiß – denn kein Geschichtsbuch berichtet von einem solchen Anschlag – macht ‚Plan A‘ […] nicht weniger spannend. Bis zum aufgesetzten Actionfinale ist es die einzige Schwäche des Films, dass alle Figuren jenseits von Max blass und skizzenhaft bleiben.“
Monty Ott sieht in seinem Kommentar bei ze.tt die Notwendigkeit für einen solchen Film. Hier „werden Jüdinnen*Juden nicht als passive Opfer gezeigt, sondern als mutig, widerständig und auch rächend. Sie bestimmen die Handlung, sie sind das Subjekt ihrer eigenen Geschichte – ein Narrativ, das nach wie vor selten auftaucht“.
Carsten Beyer sagt bei RBB Kultur, der Film sei definitiv kein Feelgood-Movie, aber auf jeden Fall ein spannender Film, der ein wenig bekanntes Kapitel der Nachkriegsgeschichte sorgfältig und differenziert aufbereite.